# 엠마 왓슨의 수상 및 후보 목록
| 연도 | 시상식                                             | 부문                                                                             | 작품                        | 결과 | 출처   |
| ---- | -------------------------------------------------- | -------------------------------------------------------------------------------- | --------------------------- | ---- | ------ |
| 2002 | 새턴상                                             | 최우수 아역 연기상                                                               | 해리 포터와 마법사의 돌     | 후보 | [ 1 ]  |
| 2002 | 엠파이어상                                         | 최우수 데뷔상(다니엘 래드클리프와 루퍼트 그린트와 함께)                          | 해리 포터와 마법사의 돌     | 후보 | [ 2 ]  |
| 2002 | 젊은 예술가상(영 아티스트 어워즈)                  | 장편영화 부분 최우수 연기부분 젊은 여자연기상                                    | 해리 포터와 마법사의 돌     | 수상 | [ 3 ]  |
| 2002 | 젊은 예술가상(영 아티스트 어워즈)                  | 장편영화 부분 최우수 앙상블상(루퍼트 그린트와 톰 펠튼과 함께)                    | 해리 포터와 마법사의 돌     | 후보 | [ 3 ]  |
| 2002 | 피닉스 영화 비평가 협회                            | 최우수 아역 연기상                                                               | 해리 포터와 마법사의 돌     | 후보 |        |
| 2003 | 피닉스 영화 비평가 협회                            | 최우수 앙상블 연기상                                                             | 해리 포터와 비밀의 방       | 후보 |        |
| 2003 | 피닉스 영화 비평가 협회                            | 여자 부분 최우수 아역 조연연기상                                                 | 해리 포터와 비밀의 방       | 수상 |        |
| 2005 | 크리틱스 초이스 영화상(미국 방송 영화 비평가 협회) | 최우수 아역 여자연기상                                                           | 해리 포터와 아즈카반의 죄수 | 후보 | [ 4 ]  |
| 2006 | 크리틱스 초이스 영화상(미국 방송 영화 비평가 협회) | 최우수 아역 여자연기상                                                           | 해리 포터와 불의 잔         | 후보 | [ 4 ]  |
| 2006 | 오스트레일리아 니켈로디언 키즈 초이스 어워드       | 좋아하는 여성 영화 스타상                                                        | 해리 포터와 불의 잔         | 후보 |        |
| 2006 | MTV 무비 어워드                                    | 최고의 스크린 팀상                                                               | 해리 포터와 불의 잔         | 후보 | [ 5 ]  |
| 2007 | 내셔널 무비 어워드                                 | 최우수 여우주연상                                                                | 해리 포터와 불사조 기사단   | 수상 | [ 6 ]  |
| 2008 | 엠파이어상                                         | 최우수 여우주연상                                                                | 해리 포터와 불사조 기사단   | 후보 | [ 7 ]  |
| 2010 | 피플 초이스 어워드                                 | 좋아하는 스크린 팀상                                                             | 해리 포터와 혼혈 왕자       | 후보 | [ 8 ]  |
| 2010 | MTV 무비 어워드                                    | 좋아하는 여자배우상                                                              | 해리 포터와 혼혈 왕자       | 후보 | [ 9 ]  |
| 2010 | 틴 초이스 어워드                                   | 초이스 무비: 판타지 여자배우상                                                   | 해리 포터와 혼혈 왕자       | 후보 | [ 10 ] |
| 2011 | 카프리 아트 페스티벌 어워드                        | 카프리 앙상블 캐스팅상                                                           | 마릴린 먼로와 함께한 일주일 | 수상 | [ 11 ] |
| 2011 | 니켈로디언 키즈 초이스 어워드                      | 좋아하는 영화 여자배우상                                                         | 해리 포터와 죽음의 성물 1   | 후보 | [ 12 ] |
| 2011 | 피플 초이스 어워드                                 | 좋아하는 영화 여자배우상 (만 25세 이하)                                          | 해리 포터와 죽음의 성물 1   | 후보 | [ 13 ] |
| 2011 | 엠파이어상                                         | 최우수 여우주연상                                                                | 해리 포터와 죽음의 성물 1   | 후보 | [ 14 ] |
| 2011 | 내셔널 무비 어워드                                 | 올해의 연기상                                                                    | 해리 포터와 죽음의 성물 1   | 후보 | [ 15 ] |
| 2011 | MTV 무비 어워드                                    | 최고의 여자연기상                                                                | 해리 포터와 죽음의 성물 1   | 후보 | [ 16 ] |
| 2011 | MTV 무비 어워드                                    | 최고의 키스상(다니엘 래드클리프와 함께)                                          | 해리 포터와 죽음의 성물 1   | 후보 | [ 16 ] |
| 2011 | MTV 무비 어워드                                    | 최고의 싸움상(다니엘 래드클리프, 루퍼트 그린트, 아르벤 바즈락타라자와 로드 헌트) | 해리 포터와 죽음의 성물 1   | 후보 | [ 16 ] |
| 2011 | 틴 초이스 어워드                                   | 초이스 무비: 판타지 여자배우상                                                   | 해리 포터와 죽음의 성물 1   | 수상 | [ 17 ] |
| 2011 | 틴 초이스 어워드                                   | 초이스 무비: 키스상(다니엘 래드클리프와 함께)                                    | 해리 포터와 죽음의 성물 1   | 수상 | [ 17 ] |
| 2011 | 틴 초이스 어워드                                   | 초이스 썸머 무비: 여자 무비스타상                                                | 해리 포터와 죽음의 성물 2   | 수상 | [ 17 ] |
| 2012 | 니켈로디언 키즈 초이스 어워드                      | 좋아하는 영화 여자배우상                                                         | 해리 포터와 죽음의 성물 2   | 후보 | [ 18 ] |
| 2012 | 피플 초이스 어워드                                 | 좋아하는 앙상블 영화 캐스팅상                                                    | 해리 포터와 죽음의 성물 2   | 수상 | [ 19 ] |
| 2012 | 피플 초이스 어워드                                 | 좋아하는 영화 여자배우상 (만 25세 이하)                                          | 해리 포터와 죽음의 성물 2   | 후보 | [ 19 ] |
| 2012 | 피플 초이스 어워드                                 | 좋아하는 영화 여자배우상                                                         | 해리 포터와 죽음의 성물 2   | 후보 | [ 19 ] |
| 2012 | 새턴상                                             | 최우수 여우조연상                                                                | 해리 포터와 죽음의 성물 2   | 후보 | [ 20 ] |
| 2012 | MTV 무비 어워드                                    | 최고의 여자배우상                                                                | 해리 포터와 죽음의 성물 2   | 후보 | [ 21 ] |
| 2012 | MTV 무비 어워드                                    | 최고의 키스상(루퍼트 그린트와 함께)                                              | 해리 포터와 죽음의 성물 2   | 후보 | [ 21 ] |
| 2012 | MTV 무비 어워드                                    | 최고의 스크린 팀상(다니엘 래드클리프, 루퍼트 그린트와 톰 펠튼과 함께)            | 해리 포터와 죽음의 성물 2   | 수상 | [ 21 ] |
| 2012 | 카프리 할리우드 국제 영화제                        | 카프리 앙상블 캐스팅상                                                           | 마릴린 먼로와 함께한 일주일 | 수상 |        |
| 2012 | 피닉스 영화 비평가 협회                            | 최우수 여우조연상                                                                | 월플라워                    | 후보 |        |
| 2012 | 샌디에이고 영화 비평가 협회                        | 최우수 여우조연상                                                                | 월플라워                    | 수상 | [ 22 ] |
| 2012 | 샌디에이고 영화 비평가 협회                        | 최우수 앙상블 연기상                                                             | 월플라워                    | 수상 | [ 22 ] |
| 2012 | 보스턴 영화 비평가 협회                            | 최우수 여우조연상                                                                | 월플라워                    | 2위  | [ 23 ] |
| 2012 | 세인트 루이스 영화 비평가 협회                     | 최우수 여우조연상                                                                | 월플라워                    | 후보 |        |
| 2013 | 피플 초이스 어워드                                 | 좋아하는 드라마 영화 여자배우상                                                  | 월플라워                    | 수상 | [ 24 ] |
| 2013 | MTV 무비 어워드                                    | 최고의 여자배우상                                                                | 월플라워                    | 후보 | [ 25 ] |
| 2013 | MTV 무비 어워드                                    | 최고의 키스상(로건 레먼과 함께)                                                  | 월플라워                    | 후보 | [ 25 ] |
| 2013 | MTV 무비 어워드                                    | 최고의 뮤지컬 장면상(로건 레먼과 에즈라 밀러와 함께)                             | 월플라워                    | 후보 | [ 25 ] |
| 2013 | MTV 무비 어워드                                    | MTV 개척자상                                                                     | 월플라워                    | 수상 | [ 25 ] |
| 2013 | 틴 초이스 어워드                                   | 초이스 무비: 드라마 여자배우상                                                   | 월플라워                    | 수상 | [ 26 ] |
| 2013 | 틴 초이스 어워드                                   | 초이스 무비: 키스상(로건 레먼과 함께)                                            | 월플라워                    | 후보 | [ 26 ] |
| 2013 | 틴 초이스 어워드                                   | 초이스 스타일 아이콘상                                                           | 빈칸                        | 후보 | [ 26 ] |
| 2014 | 피플 초이스 어워드                                 | 좋아하는 코미디 영화 여자배우상                                                  | 디스 이즈 디 엔드           | 후보 | [ 27 ] |
| 2014 | 틴 초이스 어워드                                   | 초이스 무비: 드라마 여자배우상                                                   | 노아                        | 후보 | [ 28 ] |
| 2014 | 브리타니아 어워드(영국 아카데미 영화상)            | 올해의 영국인 예술가상                                                           | 빈칸                        | 수상 | [ 29 ] |
| 2014 | 브리티쉬 패션 어워드                               | 최우수 영국 스타일상                                                             | 빈칸                        | 수상 | [ 30 ] |
| 2017 | MTV 무비 & TV 어워드                               | 영화 부문 최고의 연기상                                                          | 미녀와 야수                 | 수상 | [ 31 ] |
| 2017 | MTV 무비 & TV 어워드                               | 최고의 키스상 (댄 스티븐스와 함께)                                               | 미녀와 야수                 | 후보 | [ 31 ] |
| 2017 | 틴 초이스 어워드                                   | 초이스 무비: 판타지 여자배우상                                                   | 미녀와 야수                 | 수상 | [ 32 ] |
| 2017 | 틴 초이스 어워드                                   | 초이스 무비 쉽 (댄 스티븐스와 함께)                                              | 미녀와 야수                 | 수상 | [ 32 ] |
| 2017 | 틴 초이스 어워드                                   | 최고의 키스상 (댄 스티븐스와 함께)                                               | 미녀와 야수                 | 수상 | [ 32 ] |
| 2017 | 틴 초이스 어워드                                   | 초이스 무비: 드라마 여자배우상                                                   | 더 서클                     | 수상 | [ 32 ] |
| 2018 | 골든 래즈베리상                                    | 최악의 여우주연상                                                                | 더 서클                     | 후보 | [ 33 ] |
| 2018 | 엠파이어상                                         | 최우수 여우주연상                                                                | 미녀와 야수                 | 후보 | [ 34 ] |
| 2018 | 니켈로디언 키즈 초이스 어워드                      | 좋아하는 영화 여자배우상                                                         | 미녀와 야수                 | 후보 | [ 35 ] |
| 2018 | 새턴상                                             | 최우수 여우주연상                                                                | 미녀와 야수                 | 후보 | [ 36 ] |
| 2018 | 피플 초이스 어워드                                 | 스타일 스타 오브 2018                                                            | 빈칸                        | 후보 | [ 37 ] |
| 2019 | 워싱턴 D.C. 영화 비평가 협회                       | 베스트 앙상블                                                                    | 작은 아씨들                 | 후보 |        |
| 2019 | 시애틀 영화 비평가 협회                            | 베스트 앙상블                                                                    | 작은 아씨들                 | 후보 |        |
| 2019 | 보스턴 영화 비평가 협회                            | 베스트 앙상블 캐스트                                                             | 작은 아씨들                 | 수상 |        |
| 2019 | 플로리다 영화 비평가 협회                          | 베스트 앙상블                                                                    | 작은 아씨들                 | 수상 |        |
| 2019 | 시카고 인디 비평가 협회                            | 베스트 앙상블                                                                    | 작은 아씨들                 | 후보 |        |
| 2020 | 오스틴 영화 비평가 협회                            | 베스트 앙상블                                                                    | 작은 아씨들                 | 후보 |        |
| 2020 | AARP's Movies for Grownups Awards                  | 베스트 앙상블                                                                    | 작은 아씨들                 | 후보 |        |
| 2020 | 크리틱스 초이스 영화상                             | 베스트 액팅 앙상블                                                               | 작은 아씨들                 | 후보 |        |
| 2020 | 조지아 영화 비평가 협회                            | 베스트 앙상블                                                                    | 작은 아씨들                 | 수상 |        |